# Le Traître sans visage
Le Traître sans visage est le 9e album de la série de bande dessinée La Patrouille des Castors dessiné par MiTacq sur un scénario de Jean-Michel Charlier. Il est prépublié dans le journal Spirou entre juillet et décembre 1960, puis publié sous forme d'album en 1962.

## Univers

### Synopsis
La Patrouille des Castors décide de partir en camp, à Royalmont, dans le Centre. Pour s'y rendre, chaque scout devra faire preuve de débrouillardise en s'y rendant par ses propres moyens sans dépenser le moindre centime. Tapir aide ainsi un marchand de crème glacée, Poulain aide un transporteur de fruits et Faucon et Chat relèvent le défi ensemble.  Quant au plus jeune, Mouche, après avoir été pris en auto-stop par une famille, il se retrouve dans une forêt déserte. La nuit et l'orage le pousse à se reposer dans une maison qui semble abandonnée. En pleine nuit, de mystérieux visiteurs débarquent dans la maison.  Ils y parlent de plans ultra-secrets qui doivent être transmis à l'OTAN et qu'ils prévoient de subtiliser. L'un des interlocuteurs est un haut-gradé américain... un traître dont Mouche ne peut voir le visage.

### Personnages
Les scouts :
- Poulain, chef de patrouille
- Chat
- Faucon
- Tapir
- Mouche

Les autres personnages :
- Capitaine Stewart : officier américain à la base de Rumilly
- Monsieur Ferval : complice du traître sans visage

## Publication

### Revues
Publié dans Spirou du 14 juillet (n° 1161) au 8 décembre 1960 (n° 1182).

### Album
Publié en album en 1962, aux éditions Dupuis. Il a ensuite été réédité en 1964, en 1971 (avec un numéro 9, sur la couverture), en avril 1982 et en 1985 (en album cartonné). Il a ensuite été réédité dans le 3e tome de la série Tout MiTacq, Les Castors - Par monts et par vaux, publié en janvier 1991 et dans le 3e tome de L'intégrale de la Patrouille des Castors, en juillet 2012.
Phénomène unique aux éditions Dupuis : cet album ne comporte que trente-neuf planches, aucune histoire courte n'ayant jamais été ajoutée au Traître sans visage pour permettre à l'album d'atteindre le format de quarante-quatre planches que l'éditeur avait pourtant imposé aux auteurs pour maîtriser au mieux ses coûts de fabrication.

### Couverture de l'album
La couverture de l'album représente le visage de Mouche avec, à l'arrière-plan, la forêt, la maison abandonnée et l'ombre du traître. Cette couverture n'est pas celle qui avait été proposée au départ. Afin d'éviter la censure française, la famille Dupuis a demandé à MiTacq de réaliser une autre couverture, à la suite de l'avis du bureau de Paris : « Il est souhaitable que le dessinateur refasse la couverture en conservant certes, la belle tête d'enfant, mais en adoucissant l'aspect horrible du traitre [sic] à l'arrière plan [sic] et surtout en choisissant une autre teinte que le rouge pour le fond de couleur. »

## Autour de l'album
Une des cases de la planche 25 a été reproduite sur le mur du 47, Rue Pieremans, à Bruxelles, en 2003